# Восточный Мидленд
Восточный Ми́дленд (Ист-Мидлендс; англ. East Midlands, буквально «Восточные Срединные земли») — восточный регион Центральной Англии.
Образован в 1994 году. Площадь региона — 15 627 км²; население — примерно 4 567 700 человек (по данным 2012 г.). Административный центр — Мелтон-Моубрей (англ. Melton Mowbray, в графстве Лестершир)

## География
Общая площадь территории 15 627 км² (4-е место среди регионов Англии). Омывается на востоке Северным морем, на юго-востоке граничит с регионом Восточная Англия, на юге с регионом Юго-Восточная Англия, на западе с регионом Западный Мидленд, на северо-западе с регионом Северо-Западная Англия, на севере с регионом Йоркшир и Хамбер.

### Полезные ископаемые
Этот регион является домом для большого количества известняка и нефтяной провинции Восточный Мидленд. Чарнвудский лес известен своим обильным содержанием вулканических пород, возраст которых оценивается примерно в 600 миллионов лет.
Четверть британского цемента производится в этом регионе. Линкольншире и Ноттингемшире производится около 30% от общего объема производства песка и гравия в регионе.
Баруэлл в Лестершире был местом падения самого большого британского метеорита (7 кг, или 15 фунтов) 24 декабря 1965 года. В 2008 году в Линкольншире произошло землетрясение магнитудой 5,2.

### Леса
Несколько городов в южной части региона, включая Маркет, Харборо, Десборо, Ротвелл, Корби, Кеттеринг, Трэпстон, Оундл и Стэмфорд, лежат в границах того, что когда-то было Рокингемским лесом - королевским лесом, обозначенным самим Вильгельмом Завоевателем, где долгое время охотились английские короли и королевы.

### Транспорт
Девять процентов всех рабочих мест в регионе приходится на логистику. Трафик в регионе растет на два процента в год – самый высокий темп роста среди всех регионов Великобритании. По оценкам, ежедневно в этом регионе совершается около 140 000 поездок на большегрузных автомобилях.

## История
Регион образован в 1994 году, включает основную часть восточной области традиционного региона Мидлендс (Средняя Англия).
Историческая основа такого региона существует на территории племени Кориельтауви. Когда римляне захватили власть, они сделали Лестер одним из своих главных фортов. Главным городом в регионе в римские времена был Линкольн, в месте слияния Фосс-Уэй и Эрмайн-стрит.

### Гражданская война
Двумя главными битвами региона в английской Гражданской войне были битва при Нейсби в Северном Нортгемптоншире 14 июня 1645 года и битва при Уинсби 11 октября 1643 года в Восточном Линкольншире.

### Городские агломерации
В регионе Восточный Мидленд расположены 7 крупных городских агломераций с населением более 100 тысяч человек (по данным 2001 года, в порядке убывания численности населения):
- Ноттингем (городская агломерация) 666 358
- Лестер (городская агломерация) 441 213
- Дерби (городская агломерация) 236 738
- Нортгемптон (городская агломерация) 197 199
- Мэнсфилд (городская агломерация) 158 114
- Линкольн (городская агломерация) 104 221
- Честерфилд/Стэйвли 100 879

## Экономика
Относительная близость к Лондону и его расположение на национальных автомагистралях и магистральных автомобильных сетях помогают Восточному Мидленду процветать как экономическому центру. Ноттингем и Лестер классифицируются исследовательской сетью глобализации и мировых городов как мировые города с уровнем достаточности.
Этот регион в основном обслуживается аэропортом Ист-Мидлендс, который находится между Дерби, Лафборо и Ноттингемом.

## Население
На территории Население 4 567 700 человек (8-е место среди регионов Англии), при средней плотности 292,30 чел./км² (2012 г.). По данным 2001 года Мужского населения в регионе примерно 49,1 %, женского — 50,9 %. Для сравнения, для Англии эти цифры равны примерно 48,7 % и 51,3 % соответственно.
Белые британцы составляют основную часть населения региона, их количество около 3 800 000 человек, что составляет примерно 91 % населения. Основная этническая группа (не британцы) на территории Восточного Мидленда — выходцы из Индии, их диаспора около 120 000 человек составляет примерно 3 % населения.
В регионе Восточный Мидленд около 3 000 000 христиан, что составляет примерно 72 % от населения. Около 660 000 не религиозны (примерно 16 %). В регионе около 70 000 мусульман (примерно 1,7 %), и около 67 000 индуистов (примерно 1,4 %).

## Политика
Совет Восточного Мидленда (англ.) был образован в апреле 2010 года вследствие упразднения Региональной ассамблеи Восточного Мидленда (англ.). Совет Восточного Мидленда состоит из 98 членов: 92 из них представляют 46 местных советов региона Восточный Мидленд, двое — представители пожарной и спасательной служб, двое — от полиции, и два представителя приходских и городских советов.
Агентство по развитию Восточного Мидленда (англ.) создано Правительством в 1999 году с целью развития экономики региона.

### Европейский парламент
Жители региона Восточный Мидленд принимают участие в выборах Европейского парламента, который в избирательный период 2009—2014 годов должен состоять из 736 делегатов. На последних выборах 4 июня 2009 года регион Восточный Мидленд избрал 5 делегатов:
- Роджер Хелмер, Эмма Маккларкин — Консервативная партия Великобритании
- Гленис Уиллмотт — Лейбористская партия
- Дерек Кларк — Партия независимости Соединённого Королевства
- Билл Ньютон Данн — Либеральные демократы

## Административное деление
Регион Восточный Мидленд включает в себя девять политически независимых друг от друга административных единиц — пять неметропольных графств (Дербишир, Ноттингемшир, Линкольншир, Лестершир и Нортгемптоншир) и четыре унитарные единицы (Дерби, Ноттингем, Лестер и Ратленд). Неметропольные графства и унитарные единицы объединены в шесть церемониальных графств — Дербишир, Ноттингемшир, Линкольншир, Лестершир, Ратленд и Нортгемптоншир, для обеспечения ими церемониальных функций. Пять неметропольных графств региона, в свою очередь, делятся на 36 неметропольных районов. Унитарные единицы разделения на районы не имеют.
| Карта                      | Церемониальное графство        | Неметропольное графство /Унитарная единица                                                            | Районы графства                                                                                      |
| -------------------------- | ------------------------------ | --- | --- |
|                            | Дербишир                       | 1. Дербишир                                                                                           | Хай-Пик, Дербишир-Дейлс, Саут-Дербишир, Эруош, Амбер-Вэлли, Норт-Ист-Дербишир, Честерфилд, Болсовер. |
| 2. Унитарная единица Дерби | Дербишир                       | | |
| Ноттингемшир               | 3. Ноттингемшир                | Рашклифф, Брокстоу, Эшфилд, Джедлинг, Ньюарк-энд-Шервуд, Мансфилд, Бассетло                           | |
| Ноттингемшир               | 4. Унитарная единица Ноттингем | | |
| Линкольншир†               | 5. Линкольншир                 | Линкольн, Северный Кестивен, Южный Кестивен, Южный Холланд, Бостон, Восточный Линдси, Западный Линдси | |
| Лестершир                  | 6. Лестершир                   | Чарнвуд, Мелтон, Харборо, Одби-энд-Уигстон, Блейби, Хинкли-энд-Босуорт, Норт-Уэст-Лестершир           | |
| Лестершир                  | 7. Унитарная единица Лестер    | | |
| 8. Ратленд (унитарное)     |                                | | |
| 9. Нортгемптоншир          | 9. Нортгемптоншир              | Саут-Нортгемптоншир, Нортгемптон, Давентри, Уэллингборо, Кеттеринг, Корби, Ист-Нортгемптоншир         | |

† — церемониальное графство Линкольншир включает в себя административные единицы также и из других регионов

### Статус Сити

Герб Линкольн Сити

В регионе Восточный Мидленд расположены четыре из 50 административных единиц Англии, имеющих статус «сити»:
- Дерби является центром Епархии Дерби (диоцез, Diocese of Derby), имеет местное самоуправление и возглавляется мэром. С 26 мая 2010 года обязанности мэра Дерби исполняет Амар Нат (Amar Nath)[9].
- Лестер является центром Епархии Лестер (диоцез, Diocese of Leicester), имеет местное самоуправление и возглавляется мэром с 1209 года, а с 1928 года — лорд-мэром Лестера[10]. В 2010 году лорд-мэром Лестера стал Колин Хол (Colin Hall), родившийся и выросший в Лестере[11].
- Линкольн стал центром Епархии Линкольн (диоцез, Diocese of Lincoln) в 1072 году, во времена правления короля Англии Вильгельма I Завоевателя[12]. Линкольнский Сити имеет местное самоуправление и возглавляется мэром Линкольна; в 2010 году мэром Линкольна стал Джоф Кирби (Geoff Kirby), родившийся в 1937 году в Чизике, Лондон[13].
- Ноттингем имеет местное самоуправление и возглавляется мэром с 12 февраля 1284 года, согласно грамоте короля Англии Эдуардом I; в 1928 году должность мэра была переименована в лорд-мэра Ноттингема[14]. 10 мая 2010 года лорд-мэром Ноттингема стал Брайен Грокок (Brian Grocock), родившийся в Балуэле, пригороде Ноттингема[15].

## Спорт
Три из двадцати четырех профессиональных футбольных клубов, выступающих в сезоне 2011/2012 в Чемпионате Футбольной лиги, базируются в регионе Восточный Мидленд:
- Дерби Каунти
- Лестер Сити
- Ноттингем Форест

Два из двадцати четырех клубов, выступающих в Первой Футбольной лиге:
- Ноттс Каунти
- Честерфилд

Два из двадцати четырех клубов, выступающих во Второй Футбольной лиге Англии:
- Линкольн Сити
- Нортгемптон Таун

Три из двадцати четырех профессиональных или полупрофессиональных клубов в Национальной Конференции:
- Олфретон Таун
- Кеттеринг Таун
- Мансфилд Таун

Пять из двадцати двух клубов, выступающих в Северной Конференции:
- Бостон Юнайтед
- Гэйнсборо Тринити
- Иствуд Таун
- Корби Таун
- Хинкли Юнайтед

## Достопримечательности
В регионе Восточный Мидленд расположена одна из 28 групп объектов, включенных в Список объектов Всемирного наследия ЮНЕСКО в Великобритании:
- Фабрики в долине реки Дервент